# Lady in the Water
Lady in the Water er en amerikansk gyserfantasyfilm fra 2006 skrevet, produceret og instrueret af M. Night Shyamalan.

## Medvirkende
- Paul Giamatti
- Bryce Dallas Howard
- M. Night Shyamalan
- Sarita Choudhury
- Cindy Cheung
- June Kyoto Lu
- Bob Balaban
- Jeffrey Wright
- Noah Gray-Cabey
- Freddy Rodriguez
- Bill Irwin
- Mary Beth Hurt
- Tovah Feldshuh
- Tom Mardirosian
- Jared Harris